# سیمای ترس
«سیمای ترس» (انگلیسی: The Face of Fear) رمانی مهیج-تعلیق انگیز اثر دین کونتز است.